# 文化放送スポーツスペシャル
文化放送スポーツスペシャル（ぶんかほうそうスポーツスペシャル）
- 日本のラジオ放送局・文化放送で放送されるスポーツ中継の特別番組に冠せられる題名。「文化放送スポーツスペシャル （大会名称）実況中継」という番組名となる。
- 上述の文化放送で2023年度下半期に設定されたスポーツニュース番組のレーベル枠。本項にて詳述。

『文化放送スポーツスペシャル』（ぶんかほうそうスポーツスペシャル）は、2023年10月3日から2024年3月28日まで、文化放送で火曜日から金曜日の18:00 - 18:45に生放送されたスポーツニュース番組のレーベル枠である。
当レーベルは、ナイターシーズン中に放送されている『文化放送ライオンズナイター』のナイターオフ（年度下半期）における補完番組として、各曜日ごとに文化放送所属のスポーツアナウンサー（火曜日のみ陸上競技解説者の柏原竜二）が担当し、それぞれの個性を生かした企画を中心にスポーツの話題を届ける。
ナイターオフ編成の18時台にスポーツ部門主導の生放送番組が編成されるのは、2019年度の『文化放送 スポーツダッシュ NEXT』以来4年ぶりとなる。

## 放送内容
| 曜日 | タイトル                           | パーソナリティ    | 内容 |
| ---- | ---------------------------------- | ----------------- | --- |
| 火   | 柏原竜二の学ラン!                  | 柏原竜二 斉藤一美 | 学生三大駅伝（出雲駅伝、全日本大学駅伝、箱根駅伝）を中心とした学生スポーツにスポットを当てる。                                                                                         |
| 水   | 斉藤一美 押出四球                  | 斉藤一美          | プロ野球の話題にスポットを当て、リスナー参加型の企画も展開する。 |
| 木   | 長谷川太 スポーツにちょい足し      | 長谷川太          | スポーツ実況のほか、アニメファンとしても知られる長谷川が、スポーツにプラスして何かちょい足しをしたいテーマ（スポーツと音楽、スポーツとお酒、スポーツと漫画・アニメなど）を交えて語る。 |
| 金   | THE競馬マイスター ミスターまさいち | 高橋将市          | 週末の中央競馬で予定される重賞展望のほか、中央競馬・地方競馬にまつわる最新情報を語る。                                                                                                 |

全曜日共通のフロート番組として、『ライオンズエクスプレス』（全期間）と『箱根駅伝への道』（10月から1月の箱根駅伝終了時までの期間限定。柏原と斉藤の出演で『柏原竜二の学ラン!』生放送前に収録）が放送される。

## 関連番組
- 岩本勉のまいどスポーツ（当枠外であるが、月曜日 17:45 - 18:30の時間に通年生放送。2024年春の改編で終了）

| 文化放送 ナイターオフ 火曜日 - 金曜日 18:00 - 18:45            | 文化放送 ナイターオフ 火曜日 - 金曜日 18:00 - 18:45 | 文化放送 ナイターオフ 火曜日 - 金曜日 18:00 - 18:45 |
| 前番組                                                         | 番組名                                              | 次番組                                              |
| -------------------------------------------------------------- | --------------------------------------------------- | --------------------------------------------------- |
| 西川あやの おいでよ!クリエイティ部 （2022年度） ※15:30 - 18:45 | 文化放送スポーツスペシャル （2023年度）             | おつかれさま （2024年度） ※17:45 - 18:45            |

| 文化放送 斉藤一美のラジオ番組                               | 文化放送 斉藤一美のラジオ番組                | 文化放送 斉藤一美のラジオ番組 |
| 前番組                                                      | 番組名                                       | 次番組                        |
| ----------------------------------------------------------- | -------------------------------------------- | ----------------------------- |
| 文化放送ライオンズナイタースペシャル 斉藤一美 ど〜かひとつ! | 文化放送スポーツスペシャル 斉藤一美 押出四球 | -                             |